# Meridiano 11 oeste
El meridiano 11 oeste de Greenwich es una línea de longitud que se extiende desde el Polo Norte atravesando el Océano Ártico, el Océano Atlántico, África, el Océano Antártico y la Antártida hasta el Polo Sur.
El meridiano 11 oeste forma un gran círculo con el meridiano 169 este.
Comenzando en el Polo Norte y dirigiéndose hacia el Polo Sur, este meridiano atraviesa:
| Coordenadas                      | País, territorio o mar | Notas                                                |
| -------------------------------- | ---------------------- | ---------------------------------------------------- |
| 90°0′N 11°0′O / 90.000, -11.000  | Océano Ártico          | Mar de Groenlandia                                   |
| 82°15′N 11°0′O / 82.250, -11.000 | Océano Atlántico       | Pasa justo al este del Cabo del Noreste, Groenlandia |
| 28°47′N 11°0′O / 28.783, -11.000 | Marruecos              |                                                      |
| 27°40′N 11°0′O / 27.667, -11.000 | Sáhara Occidental      | Reclamado por Marruecos                              |
| 26°0′N 11°0′O / 26.000, -11.000  | Mauritania             |                                                      |
| 15°14′N 11°0′O / 15.233, -11.000 | Mali                   |                                                      |
| 12°12′N 11°0′O / 12.200, -11.000 | Guinea                 |                                                      |
| 9°45′N 11°0′O / 9.750, -11.000   | Sierra Leona           |                                                      |
| 7°27′N 11°0′O / 7.450, -11.000   | Liberia                |                                                      |
| 6°33′N 11°0′O / 6.550, -11.000   | Océano Atlántico       |                                                      |
| 60°0′S 11°0′O / -60.000, -11.000 | Océano Antártico       |                                                      |
| 71°1′S 11°0′O / -71.017, -11.000 | Antártida              | Tierra de la Reina Maud, reclamado por Noruega       |